# Bonifatius II. von Lucca

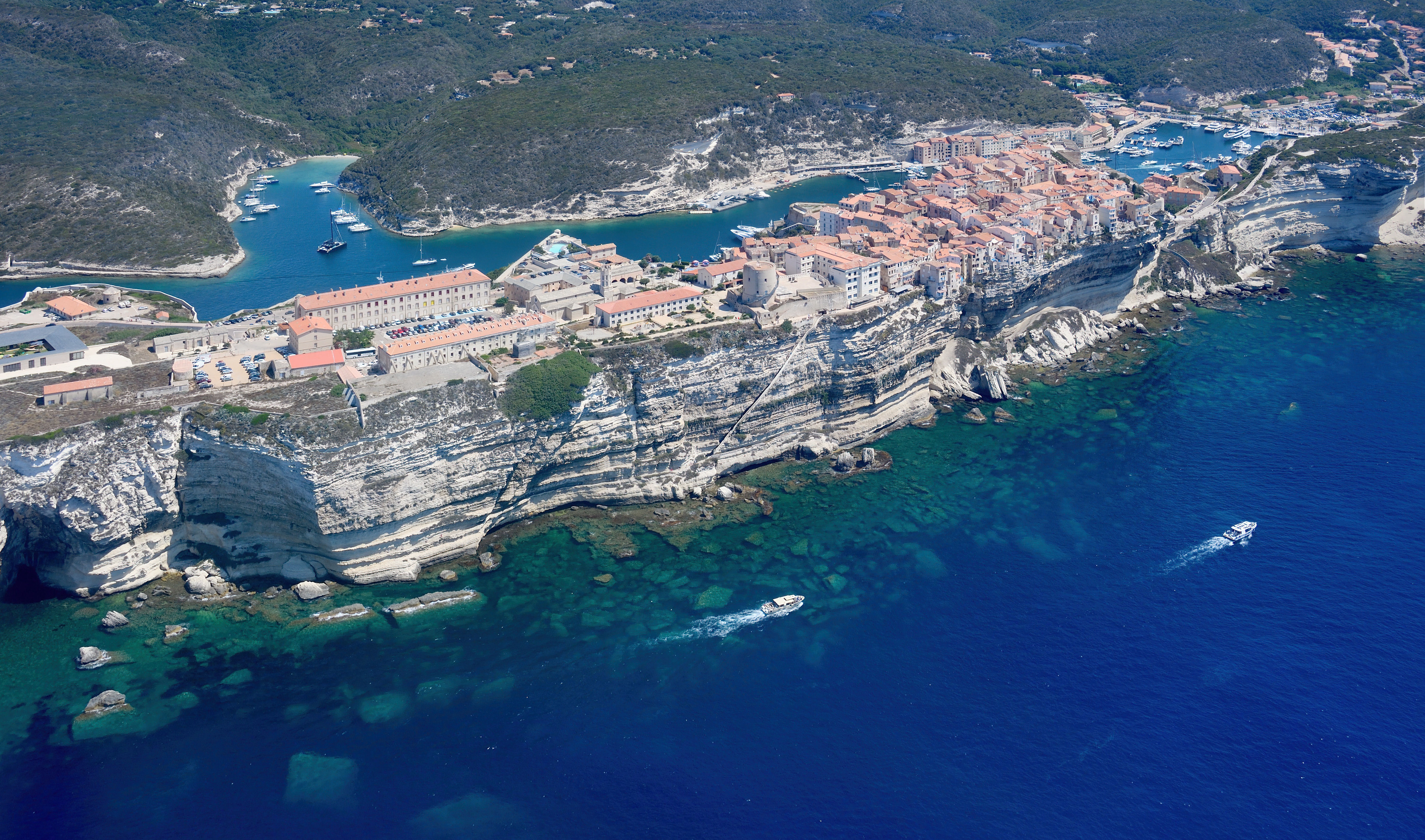
Bonifacio, Korsika

Bonifatius II. von Lucca (* 788; † 847; italienisch Bonifacio) war von 828 bis 834 Markgraf von Tuscia (Tuscien) und Präfekt von Korsika.

## Leben
Geburts- und Todesjahr des Bonifatius gelten nicht als vollständig gesichert. Als Geburtsjahr wird auch das Jahr 800 angegeben, als Todesjahr auch 846.
Die Ursprünge des Hauses Bonifatius lagen in Bayern. Bonifatius II. war der Sohn des Bonifatius I. von Lucca und folgte diesem als Graf von Lucca nach. Lothar I., römischer Kaiser und König von Italien ernannte Bonifatius im Jahr 828 zum Markgrafen von Tuscien (italienisch Toscana) und zum Präfekten von Korsika, das er im Jahr 833 erfolgreich gegen die Angriffe der Sarazenen verteidigte. Die Stadt Calcosalto an der Südspitze Korsikas nahm zu seinen Ehren daraufhin seinen Namen an: Bonifacio (korsisch: Bunifaziu).
Nachdem sich Bonifatius im Jahr 833 auf die Seite des Kaisers Ludwig I. gestellt hatte, des Nachfolgers Karls des Großen, wurde er von dessen Sohn Lothar I. als Markgraf von Tuscia abgesetzt. Bonifatius setzte sich im folgenden Jahr für die Freilassung von Kaiserin Judith ein, überwarf sich damit weiter mit Lothar I. und musste ins Exil gehen. Die Jahre 836–838 verbrachte er in Deutschland, seine späteren Lebensjahre in Frankreich.
Als seine Ehefrau wird Bertha angegeben. Sein Sohn Adalbert folgte ihm ab 846 als übernächster Markgraf von Tuscia nach.